# باريسا ليلجيستراند
باريسا ليلجيستراند (مواليد 15 مارس 1983) هو سياسية سويدية من حزب التجمع المعتدل، تشغل حالياً منصب وزيرة الثقافة في حكومة أولف كريستيرسون منذ أكتوبر 2022.